# うろこ引き

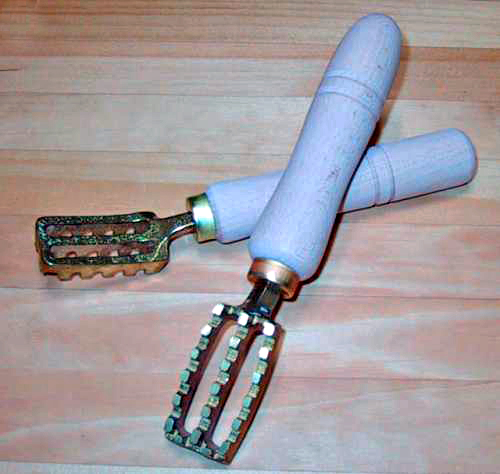
うろこ引き

うろこ引き（うろこ取り）は、魚のうろこを取る道具である。尾びれの方から頭に向かって、金属の突起部分で擦り、うろこをかき落とす。
うろこが硬い鯛の調理などによく用いる。
真鍮の鋳物やステンレスの鋳物に木柄をつけたものが一般的だが、安物には単に板金を曲げ加工しただけのものもある。
「ウロコが飛び散りにくいウロコとり」というアイディア商品（便利商品）が、2012年のNHKで取り上げられている。
魚の加工現場などで使う「電動式うろこ取り機」（うろこかき機）もある。電動式は築地で用いられるため、2010年のテレビ東京の情報バラエティ番組に取り上げられ、さらに、2012年のワールドビジネスサテライトではホクト技研の電動機は「1万台以上売れている」と報じられた。電動機は1990年代から製造されている製品もある。
また、食品工場向けに「水圧式自動ウロコ取り機」もメーカーにより製造され、週刊水産新聞によれば、1台で10人分以上の仕事をし、秋サケでは1日15～20トン処理できると掲載された。